# مارك أ. يونغ
مارك أ. يونغ (بالإنجليزية: Mark A. Young)‏ هو محامي أمريكي، ولد في 1969 في ملبورن في أستراليا.